# Letnea, Drohobîci
Letnea (în ucraineană Летня) este localitatea de reședință a comunei Letnea din raionul Drohobîci, regiunea Liov, Ucraina.

## Demografie
Componența lingvistică a localității Letnea
     Ucraineană (99,63%)
     Alte limbi (0,37%)
Conform recensământului din 2001, majoritatea populației localității Letnea era vorbitoare de ucraineană (99,63%), existând în minoritate și vorbitori de alte limbi.